# Matignon-Verträge (1936)
Die Matignon-Verträge (französisch: Accords de Matignon) im engeren Sinne waren Abkommen zur Abwendung eines Streiks und über eine generelle Lohnerhöhung. Im weiteren Sinne versteht man unter ihnen auch die in den folgenden Tagen erreichten bedeutenden neuen Rechte für französische Arbeitnehmer.
Die Verträge wurden die in der Nacht vom 7. auf den 8. Juni 1936 im Hôtel Matignon, dem Regierungssitz, zwischen der Vertretung der Unternehmer (Confédération générale de la production française, CGPF), der Gewerkschaft Confédération générale du travail (CGT) und dem französischen Staat geschlossen. Die Gewerkschaften konnten in der Folge die 40-Stunden-Woche und den bezahlten zweiwöchigen Urlaub durchsetzen. Auch ihre innerbetrieblichen Rechte wurden gestärkt. Die Nationalversammlung beschloss das Gesetz zum bezahlten Urlaub am 20. Juni 1936 und das Gesetz zur Arbeitszeitreduzierung am folgenden Tag.
Ministerpräsident war damals Léon Blum (Front populaire). Das Abkommen wurde vorbereitet von Jean-Baptiste Lebas, damals Arbeitsminister (Ministre du Travail). Blum hatte am 3. Mai 1936 die Parlamentswahlen gewonnen und war kurz zuvor erster sozialistischer Ministerpräsident Frankreichs geworden.

## DieMatignon-Verträgevon 1988
Am 26. Juni 1988 wurden Verträge abgeschlossen, die ebenfalls als accords de Matignon bekannt sind. Sie betrafen den Status von Neukaledonien und verpflichten zu einer Abstimmung über dessen mögliche Unabhängigkeit von Frankreich.